# کریس ویدمن
کریس ویدمن (انگلیسی: Chris Weidman؛ زادهٔ ۱۷ ژوئن ۱۹۸۴) کشتی‌گیر، ورزشکار هنرهای رزمی ترکیبی و کاراته‌کا اهل ایالات متحده آمریکا است. وی از سال ۲۰۰۹ میلادی تاکنون مشغول فعالیت بوده‌است.